# Hr.Ms. Campbeltown (1919)
De Hr.Ms. Campbeltown (DD 131) was een Nederlandse torpedobootjager van de Britse Townklasse. Het schip werd gebouwd door Bath Iron works uit Bath in de Verenigde Staten. Ze werd in dienst gesteld als USS Buchanan en was een torpedobootjager van de Wickesklasse. Het schip werd aan het Verenigd Koninkrijk gegeven in het kader van het Destroyers for Bases Agreement. Tijdens de Tweede Wereldoorlog werd het schip uitgeleend aan de Nederlandse marine. Na de aanschaf van de torpedobootjager Tjerk Hiddes en Van Galen, twee schepen van de N-klasse, werd de Campbeltown, teruggegeven aan de Britse marine. De Britse marine gebruikte het schip tijdens Operatie Chariot als moderne brander om de sluisdeuren in St. Nazaire onschadelijk te maken. 